# كولن بيلي
كولن بيلي (بالإنجليزية: Colin B. Bailey)‏ هو مدير متحف أمريكي، ولد في 1955م.